# Marin Čilić
Marin Čilić (* 28. September 1988 in Međugorje, SR Bosnien und Herzegowina, SFR Jugoslawien) ist ein kroatischer Tennisspieler. Sein größter Erfolg war 2014 der Sieg der US Open mit einem glatten Dreisatzsieg gegen Kei Nishikori.

## Karriere

### 2004–2007
2005 gewann Čilić die French Open in der Juniorenkonkurrenz und führte die Juniorenweltrangliste an. Im selben Jahr wurde er Profi. 2006 gab Čilić sein Debüt im Davis Cup.
2007 stand der Kroate bei den Australian Open erstmals im Hauptfeld eines Grand-Slam-Turniers. In der ersten Runde unterlag er dem Serben Ilija Bozoljac mit 2:6, 4:6 und 1:6. Im Februar bezwang er in der Davis-Cup-Begegnung gegen Deutschland Benjamin Becker, konnte das Ausscheiden Kroatiens aber nicht mehr verhindern.
In der ersten Runde der French Open unterlag Čilić Thierry Ascione aus Frankreich mit 2:6, 2:6 und 1:6. Beim Rasen-Turnier im Londoner Queen’s Club schlug Čilić in der ersten Runde überraschend Tim Henman mit 7:65, 2:6 und 6:4. Mit weiteren Siegen über Alejandro Falla und Jo-Wilfried Tsonga erreichte der Kroate das Viertelfinale. Dort unterlag er dem späteren Turniersieger Andy Roddick knapp mit 4:6 und 6:75. In Wimbledon unterlag Čilić dann in der ersten Runde Gilles Simon mit 6:3, 5:7, 4:6, 6:4 und 3:6.

### 2008: Erster Sieg bei einem ATP-Turnier
Čilić erreichte bei den Australian Open das Achtelfinale, in welchem er James Blake unterlag. Bei den French Open schied er in der zweiten Runde aus, erreichte aber in Wimbledon das Achtelfinale, wo er gegen Arnaud Clément verlor. Čilić vertrat Kroatien bei den Olympischen Sommerspielen 2008 in Peking, wo er in der zweiten Runde gegen Fernando González ausschied. Im August 2008 gewann er sein erstes ATP-Turnier beim Pilot Pen Tennis in New Haven mit einem Erfolg 6:4, 4:6, 6:2 über Mardy Fish. Bei seinem Einstand bei den US Open erreichte Čilić die dritte Runde, wo er gegen Novak Đoković in vier Sätzen verlor.

### 2009–2012
Der Kroate konnte bereits am Beginn des Jahres im indischen Chennai mit einem 6:4, 7:63 Sieg über den Inder Somdev Devvarman seinen zweiten ATP-Tour-Titel gewinnen. In Wimbledon schaffte er den Einzug in die dritte Runde, wo er Tommy Haas in fünf Sätzen unterlag. Bei den US Open im September spielte er sein bisher erfolgreichstes Grand-Slam-Turnier. Er besiegte im Achtelfinale den an zwei gesetzten Andy Murray 7:5, 6:2, 6:2, verlor jedoch im Viertelfinale in vier Sätzen gegen den späteren Sieger Juan Martín del Potro.
Gleich zu Beginn der Saison 2010 gewann er das Turnier in Chennai und verteidigte somit seinen Titel. Im Finale besiegte er den Schweizer Stanislas Wawrinka mit 7:6 und 7:6. Bei den Australian Open erreichte Čilić das Halbfinale, in welchem er Andy Murray in vier Sätzen unterlag. Gleich beim nachfolgenden Turnier in Zagreb, bei dem er als Titelverteidiger antrat, holte er sich zum zweiten Mal den Titel gegen den ungesetzten Deutschen Michael Berrer in drei Sätzen mit 6:4, 6:75 und 6:3. Dies war schon, nach dem Sieg in Chennai im Januar, sein zweiter Titel innerhalb von zwei Monaten.
Bei den Wimbledon Championships 2012 gewann der Čilić das viertlängste Match in der Geschichte des Turniers gegen den US-Amerikaner Sam Querrey nach fünfeinhalb Stunden mit 7:66, 6:4, 6:72, 6:73 und 17:15. Er scheiterte schließlich im Achtelfinale an Andy Murray.

### Seit 2013: Dopingsperre und Grand-Slam-Titel
Im Rahmen der BMW Open 2013 wurde Marin Čilić bei einer Dopingprobe positiv auf Nikethamid getestet. Čilić gab dazu an, das Mittel unwissentlich über eine in einer Apotheke beschaffte Tablette zu sich genommen zu haben. Da dadurch keine leistungssteigernde Absicht vorlag, erhielt er eine reduzierte Sperre von neun Monaten, die rückwirkend vom 1. Mai 2013 bis zum 31. Januar 2014 galt. Der Internationale Sportgerichtshof reduzierte die Sperre dann nochmals auf lediglich vier Monate, da er die Schuld Čilićs als nicht so schwerwiegend erachtete wie das Schiedsgericht der ITF. Damit war Čilić ab dem Masters-Turnier in Paris wieder spielberechtigt. Im September 2013 verpflichtete er mit Goran Ivanišević außerdem einen neuen Trainer.
Im Februar 2014 spielte Marin Čilić drei Finals auf der World Tour in Folge. Am 9. Februar gewann er das Finale in Zagreb gegen Tommy Haas in zwei Sätzen, ehe er in der folgenden Woche Tomáš Berdych im Endspiel von Rotterdam in ebenfalls zwei Sätzen unterlag. Am 23. Februar besiegte er in Delray Beach Kevin Anderson in drei Sätzen.
Im September 2014 erreichte Marin Čilić bei den US Open, an Nummer 14 gesetzt, erstmals das Finale eines Grand-Slam-Turniers. Im Halbfinale besiegte er dabei Roger Federer mit 6:3, 6:4 und 6:4. Das Finale gewann er gegen den an Position zehn gesetzten Kei Nishikori, der zuvor den Weltranglistenersten Novak Đoković geschlagen hatte, mit 6:3, 6:3 und 6:3, womit er sich erstmals für die ATP World Tour Finals qualifizierte. Dort schied er mit drei Niederlagen in der Vorrunde vorzeitig aus. Er wurde u. a. für seinen Grand-Slam-Erfolg – den zweiten eines Kroaten nach dem seines Trainers Ivanišević – bei den US Open zu Kroatiens Sportler des Jahres 2014 gewählt.
Das Jahr 2015 verlief nicht so erfolgreich wie das vergangene. Bei den US Open erreichte er als Titelverteidiger das Halbfinale. Immerhin konnte er am Ende des Jahres seinen Titel beim ATP-Turnier von Moskau erfolgreich verteidigen. Es blieb sein einziger Turniersieg im Jahr 2015.
Im Juli 2016 gab Čilić bekannt, dass er seine Zusammenarbeit mit Goran Ivanišević beendet habe. Der Schwede Jonas Björkman wurde sein neuer Coach. Kurz darauf gelang ihm sogleich sein erster Turniersieg der Kategorie ATP World Tour Masters 1000, als er im Finale von Cincinnati Andy Murray besiegte. Mit seinem Sieg beim ATP-Turnier von Basel gelang ihm dazu auch sein erster Turniersieg auf der ATP World Tour 500-Ebene. Damit stieß er in der Weltrangliste wieder unter die Top Ten vor.
Im Juli 2017 erreichte Čilić, an Position sieben gesetzt, in Wimbledon sein zweites Grand-Slam-Finale im Einzel. Im Finale musste er sich Roger Federer klar in drei Sätzen 3:6, 1:6, 4:6 geschlagen geben, der zum achten Mal bei dem Rasenturnier triumphieren konnte.
Zu Beginn der Saison 2018 zog er zum ersten Mal ins Finale der Australian Open ein, verlor dieses Match jedoch gegen den Titelverteidiger Roger Federer in fünf Sätzen mit 2:6, 7:6, 3:6, 6:3, 1:6. Während der Rasensaison gewann er seinen 18. Titel, als er Novak Đoković im Finale im Queen’s Club in drei Sätzen schlagen konnte. Am Ende der Saison gewann er mit Kroatien den Davis Cup.

## Leistungsbilanz

### Finalteilnahmen
Einzel
| Anzahl von Turniersiegen und Finalteilnahmen bei unterschiedlichen Turnieren und Platzbelägen |                           |                 |               |                           |                          |  |
|                                                                                               | Turniersiege              | Turniersiege    |               | Verlorene Finals          | Verlorene Finals         |  |
|                                                                                               | Turnierkategorien*        | Platzbeläge     |               | Turnierkategorien*        | Platzbeläge              |  |
|                                                                                               | Grand Slam (1)            | Hartplatz (16)  |               | Grand Slam (2)            | Hartplatz (9)            |  |
|                                                                                               | ATP Finals (0)            | Rasen (3)       |               | ATP Finals (0)            | Rasen (3)                |  |
|                                                                                               | ATP Tour Masters 1000 (1) | Sand (2)        |               | ATP Tour Masters 1000 (0) | Sand (4)                 |  |
|                                                                                               | ATP Tour 500 (2)          | Teppich (0)     |               | ATP Tour 500 (4)          | Teppich (0)              |  |
|                                                                                               | ATP Tour 250 (17)         |                 |               | ATP Tour 250 (10)         |                          |  |
| Detaillierte Darstellung der Turniersiege                                                     |                           |                 |               |                           |                          |  |
| Nr.                                                                                           | Datum                     | Turnier         | Belag         | Finalgegner               | Ergebnis                 |  |
| 01.                                                                                           | 23. August 2008           | New Haven       | Hartplatz     | Mardy Fish                | 6:4, 4:6, 6:2            |  |
| 02.                                                                                           | 05. Januar 2009           | Chennai         | Hartplatz     | Somdev Devvarman          | 6:4, 7:63                |  |
| 03.                                                                                           | 02. Februar 2009          | Zagreb          | Hartplatz (i) | Mario Ančić               | 6:3, 6:4                 |  |
| 04.                                                                                           | 05. Januar 2010           | Chennai         | Hartplatz     | Stanislas Wawrinka        | 7:62, 7:63               |  |
| 05.                                                                                           | 02. Februar 2010          | Zagreb          | Hartplatz (i) | Michael Berrer            | 6:4, 6:75, 6:3           |  |
| 06.                                                                                           | 30. Oktober 2011          | St. Petersburg  | Hartplatz (i) | Janko Tipsarević          | 6:3, 3:6, 6:2            |  |
| 07.                                                                                           | 17. Juni 2012             | Queen’s Club    | Rasen         | David Nalbandian          | 6:73, 4:3, disq.         |  |
| 08.                                                                                           | 15. Juli 2012             | Umag            | Sand          | Marcel Granollers         | 6:4, 6:2                 |  |
| 09.                                                                                           | 10. Februar 2013          | Zagreb          | Hartplatz (i) | Jürgen Melzer             | 6:3, 6:1                 |  |
| 10.                                                                                           | 09. Februar 2014          | Zagreb          | Hartplatz (i) | Tommy Haas                | 6:3, 6:4                 |  |
| 11.                                                                                           | 23. Februar 2014          | Delray Beach    | Hartplatz     | Kevin Anderson            | 7:66, 6:77, 6:4          |  |
| 12.                                                                                           | 08. September 2014        | US Open         | Hartplatz     | Kei Nishikori             | 6:3, 6:3, 6:3            |  |
| 13.                                                                                           | 19. Oktober 2014          | Moskau          | Hartplatz (i) | Roberto Bautista Agut     | 6:4, 6:4                 |  |
| 14.                                                                                           | 25. Oktober 2015          | Moskau          | Hartplatz (i) | Roberto Bautista Agut     | 6:4, 6:4                 |  |
| 15.                                                                                           | 21. August 2016           | Cincinnati      | Hartplatz     | Andy Murray               | 6:4, 7:5                 |  |
| 16.                                                                                           | 30. Oktober 2016          | Basel           | Hartplatz (i) | Kei Nishikori             | 6:1, 7:65                |  |
| 17.                                                                                           | 07. Mai 2017              | Istanbul        | Sand          | Milos Raonic              | 7:63, 6:3                |  |
| 18.                                                                                           | 24. Juni 2018             | Queen’s Club    | Rasen         | Novak Đoković             | 5:7, 7:64, 6:3           |  |
| 19.                                                                                           | 13. Juni 2021             | Stuttgart       | Rasen         | Félix Auger-Aliassime     | 7:62, 6:3                |  |
| 20.                                                                                           | 31. Oktober 2021          | St. Petersburg  | Hartplatz (i) | Taylor Fritz              | 7:63, 4:6, 6:4           |  |
| 21.                                                                                           | 24. September 2024        | Hangzhou        | Hartplatz     | Zhang Zhizhen             | 7:65, 7:65               |  |
| Detaillierte Darstellung der verlorenen Finals                                                |                           |                 |               |                           |                          |  |
| Nr.                                                                                           | Datum                     | Turnier         | Belag         | Finalgegner               | Ergebnis                 |  |
| 01.                                                                                           | 11. Oktober 2009          | Peking          | Hartplatz     | Novak Đoković             | 2:6, 6:74                |  |
| 02.                                                                                           | 01. November 2009         | Wien            | Hartplatz     | Jürgen Melzer             | 4:6, 3:6                 |  |
| 03.                                                                                           | 09. Mai 2010              | München         | Sand          | Michail Juschny           | 3:6, 6:4, 4:6            |  |
| 04.                                                                                           | 20. Februar 2011          | Marseille       | Hartplatz (i) | Robin Söderling           | 7:68, 3:6, 3:6           |  |
| 05.                                                                                           | 31. Juli 2011             | Umag            | Sand          | Oleksandr Dolhopolow      | 4:6, 6:3, 3:6            |  |
| 06.                                                                                           | 09. Oktober 2011          | Peking          | Hartplatz     | Tomáš Berdych             | 6:3, 4:6, 1:6            |  |
| 07.                                                                                           | 06. Mai 2012              | München         | Sand          | Philipp Kohlschreiber     | 6:78, 3:6                |  |
| 08.                                                                                           | 16. Juni 2013             | Queen’s Club    | Rasen         | Andy Murray               | 7:5, 5:7, 3:6            |  |
| 09.                                                                                           | 16. Februar 2014          | Rotterdam       | Hartplatz (i) | Tomáš Berdych             | 4:6, 2:6                 |  |
| 10.                                                                                           | 21. Februar 2016          | Marseille       | Hartplatz (i) | Nick Kyrgios              | 2:6, 6:73                |  |
| 11.                                                                                           | 21. Mai 2016              | Genf            | Sand          | Stan Wawrinka             | 4:6, 6:711               |  |
| 12.                                                                                           | 25. Juni 2017             | Queen’s Club    | Rasen         | Feliciano López           | 6:4, 6:72, 6:78          |  |
| 13.                                                                                           | 16. Juli 2017             | Wimbledon       | Rasen         | Roger Federer             | 3:6, 1:6, 4:6            |  |
| 14.                                                                                           | 28. Januar 2018           | Australian Open | Hartplatz     | Roger Federer             | 2:6, 7:65, 3:6, 6:3, 1:6 |  |
| 15.                                                                                           | 24. Oktober 2021          | Moskau          | Hartplatz (i) | Aslan Karazew             | 2:6, 4:6                 |  |
| 16.                                                                                           | 2. Oktober 2022           | Tel Aviv        | Hartplatz (i) | Novak Đoković             | 3:6, 4:6                 |  |

(*) Bezeichnungen der Turnierkategorien bis 2008:

ATP World Tour Finals = Tennis Masters Cup

ATP World Tour Masters 1000 = ATP Masters Series (2004–2008), Tennis Masters Series (2000–2003)

ATP World Tour 500 = International Series Gold

ATP World Tour 250 = International Series
Doppel
| Anzahl von Turniersiegen und Finalteilnahmen bei unterschiedlichen Turnieren und Platzbelägen |                           |               |           |                           |                              |                  |
|                                                                                               | Turniersiege              | Turniersiege  |           | Verlorene Finals          | Verlorene Finals             |                  |
|                                                                                               | Turnierkategorien*        | Platzbeläge   |           | Turnierkategorien*        | Platzbeläge                  |                  |
|                                                                                               | ATP Tour Masters 1000 (0) | Hartplatz (0) |           | ATP Tour Masters 1000 (0) | Hartplatz (1)                |                  |
|                                                                                               | Olympische Spiele (0)     | Rasen (0)     |           | Olympische Spiele (1)     | Rasen (0)                    |                  |
|                                                                                               | ATP Tour 500 (0)          | Sand (0)      |           | ATP Tour 500 (0)          | Sand (1)                     |                  |
|                                                                                               | ATP Tour 250 (0)          | Teppich (0)   |           | ATP Tour 250 (1)          | Teppich (0)                  |                  |
| Detaillierte Darstellung der verlorenen Finals                                                |                           |               |           |                           |                              |                  |
| Nr.                                                                                           | Datum                     | Turnier       | Belag     | Partner                   | Finalgegner                  | Ergebnis         |
| 1.                                                                                            | 30. Juli 2011             | Umag          | Sand      | Lovro Zovko               | Simone Bolelli Fabio Fognini | 3:6, 7:5, [7:10] |
| 2.                                                                                            | 30. Juli 2021             | Tokio         | Hartplatz | Ivan Dodig                | Nikola Mektić Mate Pavić     | 4:6, 6:3, [6:10] |

(*) Bezeichnungen der Turnierkategorien bis 2008:

ATP World Tour Masters 1000 = ATP Masters Series (2004–2008), Tennis Masters Series (2000–2003)

ATP World Tour 500 = International Series Gold

ATP World Tour 250 = International Series

### Leistungsbilanz bei den wichtigsten Turnieren
| Turnier                      | 2025              | 2024              | 2023              | 2022              | 2021              | 2020              | 2019              | 2018              | 2017              | 2016              | 2015              | 2014              | 2013              | 2012              | 2011              | 2010              | 2009              | 2008              | 2007              | 2006              | 2005              | Gesamt  |
| ---------------------------- | ----------------- | ----------------- | ----------------- | ----------------- | ----------------- | ----------------- | ----------------- | ----------------- | ----------------- | ----------------- | ----------------- | ----------------- | ----------------- | ----------------- | ----------------- | ----------------- | ----------------- | ----------------- | ----------------- | ----------------- | ----------------- | ------- |
| Australian Open              | –                 | 1R                | –                 | AF                | 1R                | AF                | AF                | F                 | 2R                | 3R                | –                 | 2R                | 3R                | –                 | AF                | HF                | AF                | AF                | 1R                | –                 | –                 | 0       |
| French Open                  | 1R                | –                 | –                 | HF                | 2R                | 1R                | 2R                | VF                | VF                | 1R                | AF                | 3R                | 3R                | 3R                | 1R                | AF                | AF                | 2R                | 1R                | –                 | –                 | 0       |
| Wimbledon                    | AF                | –                 | –                 | –                 | 3R                | n. a.             | 2R                | 2R                | F                 | VF                | VF                | VF                | 2R                | AF                | 1R                | 1R                | 3R                | AF                | 1R                | –                 | –                 | 0       |
| US Open                      |                   | –                 | –                 | AF                | 1R                | 3R                | AF                | VF                | 3R                | 3R                | HF                | S                 | –                 | VF                | 3R                | 2R                | VF                | 3R                | –                 | –                 | –                 | 1       |
| ATP Finals                   |                   | –                 | –                 | –                 | –                 | –                 | –                 | RR                | RR                | RR                | –                 | RR                | –                 | –                 | –                 | –                 | –                 | –                 | –                 | –                 | –                 | 0       |
| Indian Wells Masters         | –                 | –                 | –                 | 2R                | –                 | n. a.             | 3R                | 3R                | 2R                | VF                | 2R                | AF                | 3R                | 2R                | 3R                | 2R                | 3R                | 2R                | –                 | –                 | –                 | 0       |
| Miami Masters                | –                 | –                 | –                 | 3R                | AF                | n. a.             | 2R                | AF                | 2R                | 3R                | –                 | 2R                | VF                | 3R                | 2R                | AF                | 3R                | 2R                | –                 | –                 | –                 | 0       |
| Monte Carlo Masters          | –                 | –                 | –                 | 2R                | 1R                | n. a.             | 2R                | VF                | VF                | –                 | VF                | 2R                | AF                | 2R                | AF                | AF                | 2R                | 1R                | –                 | –                 | –                 | 0       |
| Madrid Masters               | 1R                | –                 | –                 | 2R                | –                 | n. a.             | VF                | –                 | 2R                | –                 | 2R                | AF                | 1R                | AF                | 2R                | AF                | 2R                | AF                | –                 | –                 | –                 | 0       |
| Rom Masters                  | –                 | –                 | –                 | AF                | 2R                | AF                | 2R                | HF                | VF                | –                 | 1R                | 2R                | 2R                | 1R                | VF                | 2R                | AF                | 1R                | –                 | –                 | –                 | 0       |
| Hamburg Masters1             | nicht ausgetragen | nicht ausgetragen | nicht ausgetragen | nicht ausgetragen | nicht ausgetragen | nicht ausgetragen | nicht ausgetragen | nicht ausgetragen | nicht ausgetragen | nicht ausgetragen | nicht ausgetragen | nicht ausgetragen | nicht ausgetragen | nicht ausgetragen | nicht ausgetragen | nicht ausgetragen | nicht ausgetragen | 1R                | –                 | –                 | –                 | 0       |
| Kanada Masters               |                   | –                 | –                 | AF                | –                 | n. a.             | AF                | VF                | –                 | 2R                | 2R                | AF                | –                 | AF                | AF                | 1R                | 1R                | VF                | –                 | –                 | –                 | 0       |
| Cincinnati Masters           |                   | –                 | –                 | AF                | –                 | 1R                | 1R                | HF                | –                 | S                 | AF                | AF                | –                 | VF                | 1R                | 1R                | 2R                | 1R                | –                 | –                 | –                 | 1       |
| Shanghai Masters             |                   | 1R                | –                 | nicht ausgetragen | nicht ausgetragen | nicht ausgetragen | 1R                | 2R                | HF                | 2R                | AF                | 1R                | –                 | VF                | 1R                | 1R                | 1R                | nicht ausgetragen | nicht ausgetragen | nicht ausgetragen | nicht ausgetragen | 0       |
| Paris Masters                |                   | 1R                | –                 | 1R                | –                 | AF                | 2R                | VF                | VF                | HF                | 2R                | –                 | 2R                | 2R                | 1R                | AF                | VF                | AF                | –                 | –                 | –                 | 0       |
| Olympische Spiele            | n. a.             | –                 | n. a.             | n. a.             | 2                 | nicht ausgetragen | nicht ausgetragen | nicht ausgetragen | nicht ausgetragen | AF                | nicht ausgetragen | nicht ausgetragen | nicht ausgetragen | 2R                | nicht ausgetragen | nicht ausgetragen | nicht ausgetragen | 2R                | nicht ausgetragen | nicht ausgetragen | nicht ausgetragen | 0       |
| Davis Cup                    |                   | –                 | –                 | HF                | –                 | n. a.             | –                 | S                 | WG                | F                 | –                 | K1                | PO                | VF                | PO                | VF                | HF                | K1                | PO                | VF                | –                 | 0       |
| Turnierteilnahmen4           | 0                 | 8                 | 2                 | 20                | 9                 | 11                | 20                | 19                | 21                | 22                | 20                | 22                | 14                | 20                | 24                | 23                | 22                | 25                | 12                | 9                 | 1                 | 336     |
| Erreichte Finals             | 0                 | 1                 | 0                 | 1                 | 3                 | 0                 | 0                 | 2                 | 3                 | 4                 | 1                 | 5                 | 2                 | 3                 | 4                 | 3                 | 4                 | 1                 | 0                 | 0                 | 0                 | 37      |
| Gewonnene Einzel-Titel       | 0                 | 1                 | 0                 | 0                 | 2                 | 0                 | 0                 | 1                 | 1                 | 2                 | 1                 | 4                 | 1                 | 2                 | 1                 | 2                 | 2                 | 1                 | 0                 | 0                 | 0                 | 21      |
| Hartplatz-Siege/-Niederlagen | 0:0               | 6:8               | 1:0               | 20:15             | 19:16             | 12:10             | 15:13             | 25:13             | 0:0               | 38:18             | 21:10             | 39:13             | 14:6              | 14:10             | 29:14             | 30:15             | 35:13             | 25:16             | 5:4               | 0:3               | 0:0               | 366:212 |
| Sand-Siege/-Niederlagen      | 0:0               | 0:1               | 0:1               | 9:5               | 5:4               | 2:2               | 5:4               | 14:6              | 0:0               | 4:3               | 7:6               | 11:6              | 7:5               | 16:7              | 13:7              | 9:5               | 11:6              | 5:6               | 2:4               | 4:4               | 0:1               | 138:88  |
| Rasen-Siege/-Niederlagen     | 0:0               | 0:0               | 0:0               | 3:1               | 9:2               | 0:0               | 2:2               | 6:1               | 0:0               | 7:3               | 7:3               | 4:2               | 5:1               | 9:2               | 2:1               | 1:2               | 2:2               | 7:3               | 4:3               | 0:1               | 0:0               | 80:32   |
| Teppich-Siege/-Niederlagen   | nicht genutzt     | nicht genutzt     | nicht genutzt     | nicht genutzt     | nicht genutzt     | nicht genutzt     | nicht genutzt     | nicht genutzt     | nicht genutzt     | nicht genutzt     | nicht genutzt     | nicht genutzt     | nicht genutzt     | nicht genutzt     | nicht genutzt     | nicht genutzt     | nicht genutzt     | 0:0               | 3:2               | 1:3               | 0:0               | 4:5     |
| Gesamt-Siege/-Niederlagen4   | 0:0               | 6:9               | 1:1               | 32:21             | 33:23             | 14:12             | 22:19             | 44:20             | 44:22             | 49:24             | 35:19             | 54:21             | 26:12             | 39:19             | 44:22             | 40:22             | 48:21             | 37:25             | 14:13             | 5:11              | 0:1               | 588:337 |
| Jahresendposition            |                   | 179               | 672               | 17                | 30                | 42                | 39                | 7                 | 6                 | 6                 | 13                | 9                 | 37                | 15                | 21                | 14                | 14                | 22                | 71                | 173               | 600               | N/A     |

Zeichenerklärung: S = Turniersieg; F, HF, VF, AF = Einzug ins Finale / Halbfinale / Viertelfinale / Achtelfinale; 1R, 2R, 3R = Ausscheiden in der 1. / 2. / 3. Hauptrunde; RR = Round Robin (Gruppenphase);
PO = Playoff (Auf- und Abstiegsrunde in der Davis-Cup-Weltgruppe); n. a. = Turnier wurde in dem Jahr nicht ausgetragen
1 Das Turnier von Hamburg ist seit 2009 nicht mehr Teil der Masters-Serie.

2 Das Turnier von Stockholm fand nur von 1990 bis 1995 als Masters-Turnier statt

3 Das Turnier von Stuttgart fand 1995 einmal in Essen statt und war davor nicht Teil der Masters-Serie

4 Hier gelten nur – wie auch bei bei Finalteilnahmen und gewonnenen Titeln – Turniere der ATP Tour sowie die vier Grand-Slam-Turniere und die ATP Finals; d. h. keine Challenger- und Future-Turniere oder Mannschaftswettbewerbe (Davis Cup oder World Team Cup).
4 Letztere zählen jedoch in den Sieg/Niederlagen-Statistiken rein. Kurzfristige Rücktritte vom Match zählen weder zu den Turnierteilnahmen (wenn in der ersten Runde) noch zur Siegesbilanz.

Stand: 30. Dezember 2024